# ابتسام كوركيس بهنام
ابتسام كوركيس بهنام وهي سياسية عراقي من أصل آشوري، شغلت منصب عضوة في الجمعية الوطنية الانتقالية المؤقتة عامي 2004 و2005، وكانت عضوة في اللجنة الاقتصادية والمالية في الجمعية.